# Marc Mattioli
Marc Mattioli (* 1985/1986 in Atlanta, Georgia) ist ein US-amerikanischer American-Football-Trainer. Von 2023 bis 2024 war er Head Coach der Paris Musketeers in der European League of Football (ELF).

## Karriere

### Spieler
Während seines Studiums am Rhodes College spielte Mattioli in seinem ersten Jahr 2005 als Tight End für die Rhodes Lynx. Anschließend wechselte er auf die Position des Defensive Lineman, auf der er bis zu seinem Studienabschluss 2008 blieb. In seiner letzten Saison wurde er zudem zu einem der Team Captains gewählt.

### Trainer
Mattiolis Karriere als Trainer begann 2010 bei den Panthers des LaGrange Colleges in LaGrange (Georgia) als Defensive Line Coach. Nach einem Jahr übernahm er außerdem die Position des Defensive Coordinators im Juniorenteam von LaGrange.
Da er 2012 sein Master-Studium an der Stanford University begann, verlagerte Mattioli seine Trainerposition zu den dortigen Cardinal. In seinen ersten beiden Jahren in Stanford fungierte er zunächst als Defensive Backs Coach, während er 2014 mit der Position des Defensive Quality Control Assistants für die Secondary betraut wurde. In dieser Funktion assistierte er beim Aufbau der zweitbesten Defense des Landes.
Im Anschluss daran wechselte Mattioli zur Saison 2015 zu den Vanderbilt Commodores in Nashville. Dort kehrte er zu seiner ursprünglichen Position in Stanford zurück und trainierte in seinem ersten Jahr zunächst die Safeties des Teams. Ab 2016 erhielt er daraufhin die Verantwortung für die gesamte Secondary des Teams. Bis 2020 verbesserte er dabei die Leistung einiger Spieler deutlich und verhalf damit einigen zum Sprung in die NFL.
Mit der Saison 2021 übernahm Mattioli sein erstes Team als Head Coach: die Parma Panthers in der Italian Football League (IFL). Bereits in seiner Debütsaison führte er die Panthers ohne eine einzige Niederlage in den Italian Bowl, das Finale der IFL, welchen sie mit 40:34 gewinnen konnten. Als italienischer Titelträger qualifizierten sich die Panthers für die Central European Football League (CEFL) 2022, in der sie es mit deutlichen Siegen bis in das Finale schafften. Dort scheiterten sie allerdings an den Schwäbisch Hall Unicorns. In der IFL schaffte es Mattioli nicht an seinen Vorjahreserfolg mit den Panthers anzuschließen und scheiterte bereits im Halbfinale gegen die späteren Meister der Firenze Guelfi.
Nach dem Ende der IFL-Saison wechselte Mattioli in die noch laufende European League of Football (ELF) zu den Leipzig Kings. Entgegen seiner bisherigen Assistenztrainerposition auf der defensiven Seite betreute er unter Head Coach Fred Armstrong die Wide Receiver des Teams.
Zur Saison 2023 der ELF wurde Mattioli als erster Head Coach der neu gegründeten Paris Musketeers vorgestellt. In ihrer ersten Saison kamen die Musketeers auf sechs Spiele und sechs Niederlagen. In der Saison 2024 zog Mattioli mit seiner Mannschaft bei nur zwei Niederlagen in der regulären Saison in die Playoffs ein. Hier unterlag man erst im Halbfinale den Vienna Vikings. Nach der Saison wurde Mattioli erneut verlängert, löste aber im November 2024 den Vertrag mit Paris auf, um in die USA zurückzugehen.

## Sonstiges
Mattioli studierte am Rhodes College Politikwissenschaften im Bachelor, an der Stanford University Freie Kunst im Master.